# 14e Rue
La 14e Rue (ou 14th Street) est une rue de l'arrondissement de Manhattan à New York.

## Situation et accès
La 14e Rue constitue l'un des principaux axes est-ouest de New York. La largeur de la 14e Rue est ainsi proche à certains endroits de celle des célèbres avenues de Manhattan, qui couvrent toutes un axe nord/sud. La rue est également réputée comme une rue d'affaires.

## Origine du nom
La 14e Rue, tire son nom tout simplement de sa position dans le plan en damier de Manhattan établi en 1811. 
Le chiffre « 14 » indique sa position dans la grille est-ouest, entre la 13e et la 15e Rue.

## Historique
Autrefois, la 14e était une rue assez chic, mais qui a perdu de son glamour lorsque la ville s'est étendue au nord. Au niveau de Broadway, la 14e constitue la frontière sud du quartier d'Union Square, mais la rue marque aussi la limite nord du Greenwich Village et de l'East Village, et la limite sud de Chelsea, du Flatiron District et de Gramercy.
Mais la 14e est surtout importante, car elle marque la fin du plan hippodamien qui est suivi partout au nord de Manhattan. En effet, au nord, les rues se croisent presque toutes à angle droit, à l'exception de Broadway qui coupe la majorité des avenues. Au sud, dans le Greenwich Village et Lower Manhattan, le quadrillage devient moins « parfait », jusqu'à totalement s'effacer au sud de Houston Street, ce qui n'est pas sans poser de problème aux touristes.
On y trouvait entre 1866 et 1938 au numéro 107 une salle de théâtre appelée Fourteenth Street Theatre ; l'immeuble a été démoli en 1938.

## Bâtiments remarquables et lieux de mémoire
- Little Island (New York)